# Wüstendickichtsänger

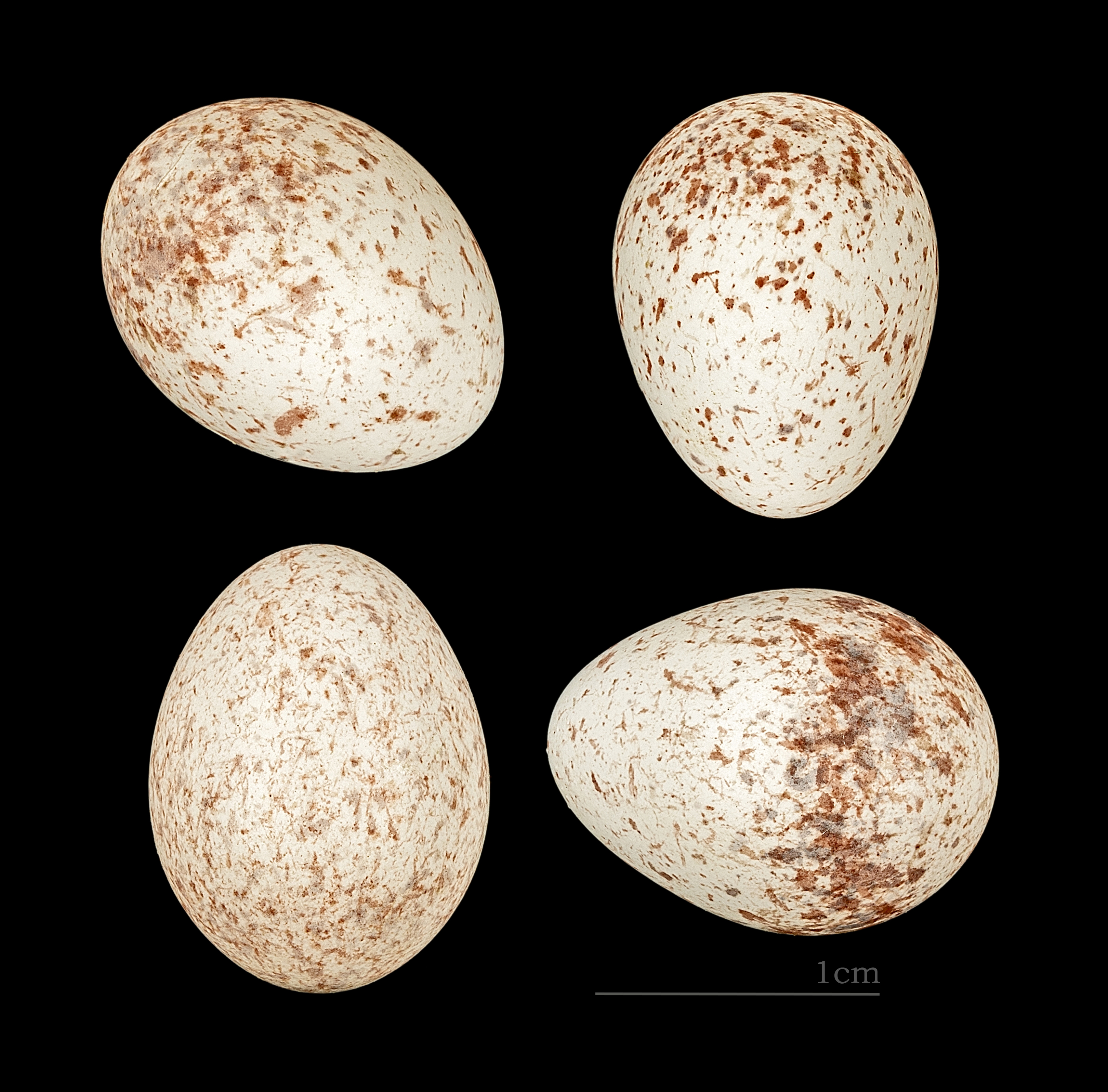
Gelege des Wüstendickichtsängers (Scotocerca inquieta saharae) in der Sammlung des MHNT

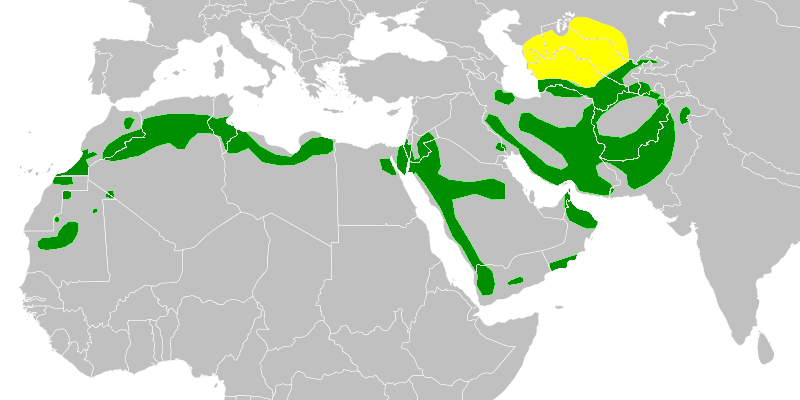
Verbreitungsgebiet des Wüstendickichtsängers.
Brutgebiete
Ganzjähriges Vorkommen

Der Wüstendickichtsänger (Scotocerca inquieta), früher auch Wüstenprinie genannt, ist eine Singvogelart aus der Überfamilie Sylvioidea der Grasmückenverwandten. Nach neuerer Systematik ist diese Art der einzige Vertreter der Familie Scotocercidae. Das Verbreitungsgebiet erstreckt sich über Afrika und Südwest-Asien. Der recht kleine Vogel bewohnt Halbwüsten und Wüstenränder, wo er buschreiche Gebiete und felsiges, zerklüftetes Gelände bevorzugt. Der Wüstendickichtsänger ist normalerweise ein Standvogel, doch lokale Zugbewegungen außerhalb der Brutzeit sind möglich.

## Beschreibung
Der Wüstendickichtsänger ist ein kleiner, untersetzt wirkender Vogel, von 10–11,5 cm Länge mit verhältnismäßig großem Kopf, der oft im Gebüsch herum huschend angetroffen wird, wobei er oft nach Zaunkönigmanier den Schwanz aufstellt, schwenkt und oft auch auffächert.
Das Gewicht des ausgewachsenen Vogels beträgt 6–10 g.
Auffällig am Kopfgefieder sind ein breiter blasser Überaugenstreif und ein dünner schwarzer Augenstreif. Der Scheitel weist eine feine aber deutliche dunkle Längsstreifung auf. Das Gefieder der Oberseite ist allgemein grau-braun und etwas dunkler. Die Unterseite des Körpers ist weißlich mit rötlichen Flanken, die Brust ist fein grau gestrichelt. Der Schwanz ist abgestuft und von dunkelgrauer Farbe. Die Jungvögel sind allgemein weniger kontrastreich. Die Beine sind verhältnismäßig lang, wobei der fleischfarbene Tarsus eine Länge von knapp 20 mm aufweist.
Geschlechts- und altersspezifische Unterschiede sind schwach ausgeprägt. Die westafrikanischen Unterarten unterscheiden sich allerdings durch eine deutlich hellere Iris, noch etwas längere Beine und einen nicht ganz so weit reichenden hellen Überaugenstreif.

### Stimme
Der Gesang des Wüstendickichtsängers ist recht auffällig und kann im Fall der Nominatform etwa als „sit-sit-diedel-duut-duut“ dargestellt werden. Der Gesang der westafrikanischen Unterarten ist deutlich unterschiedlich und wirkt im Vergleich abgekürzt.

### Verhalten
Die Hauptnahrungsquelle des Wüstendickichtsängers besteht aus Insekten, allerdings werden vor allem im Winter auch zusätzlich Sämereien gefressen. Die Nahrung wird auf dem Boden huschend gesucht, wobei gezielt Blätterhaufen, Schotter und Höhlen durchsucht werden.
Der Wüstendickichtsänger baut sein Nest in niedrigem Gebüsch in einer Höhe bis zu 1,5 m. Das Nest hat Kugelstruktur und wird aus Gras und kleinen Zweigen gebaut. Im Inneren ist das Nest mit Federn, Fell und Pflanzenmaterial ausgepolstert. Das Nest hat einen oder auch zwei Öffnungen. Im Fall, dass es zwei Öffnungen gibt, wird eine der beiden ausschließlich als Ausgang genutzt.
Das Gelege umfasst im Mittel drei bis fünf, in Ausnahmen auch nur zwei Eier. Die Brutzeit beträgt etwa zwei Wochen, die Jungvögel bleiben als Nesthocker weitere zwei Wochen im Nest, bevor sie flügge werden.

## Habitat

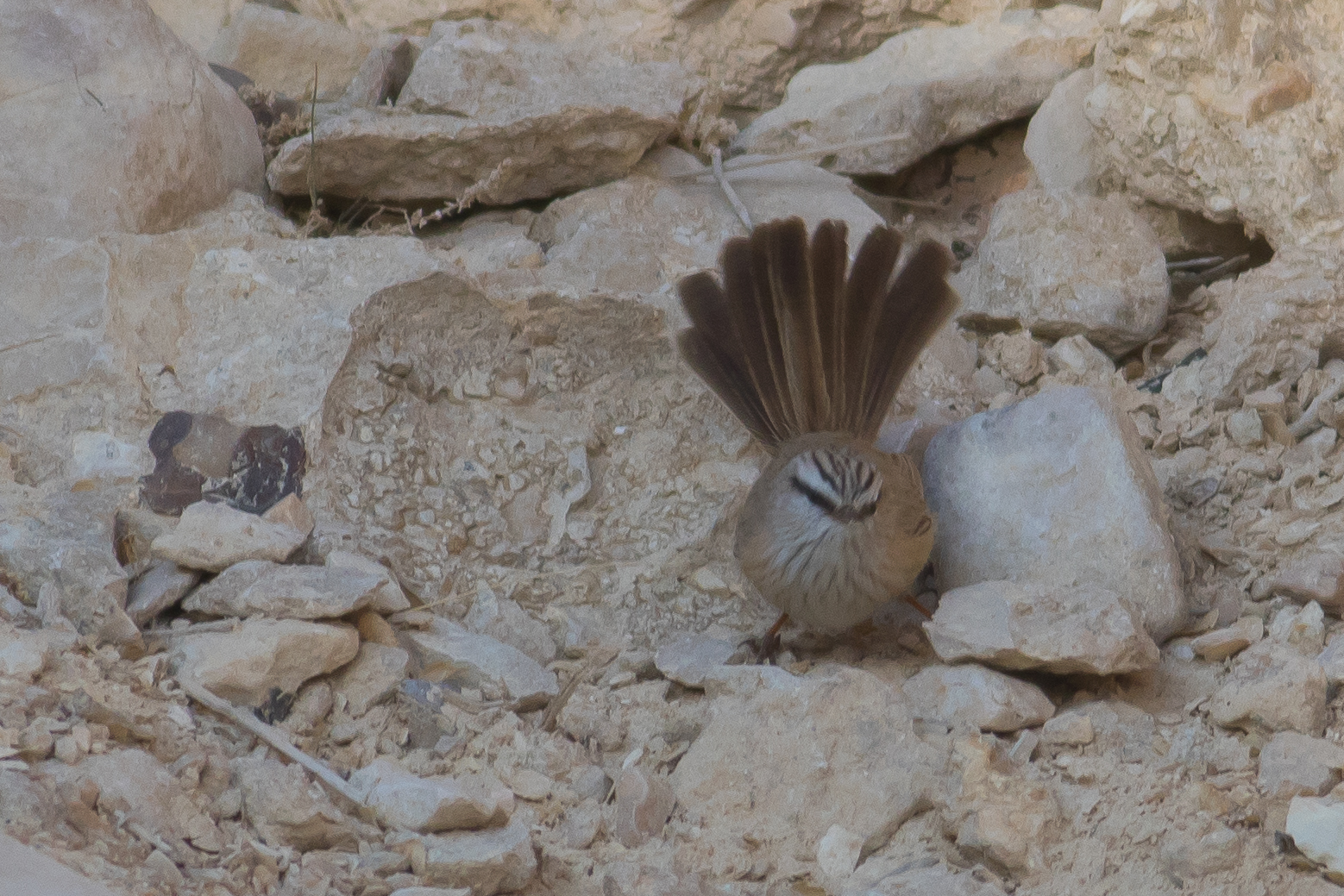
Wüstendickichtsänger in typischem Habitat

Der Wüstendickichtsänger bewohnt vornehmlich offene Landschaften mit (Halb–)Wüstencharakter, die eine lockere Trockenvegetation mit Buschwerk besitzen, besonders gern Wadis, die dichter bewachsen sind als die umgebende Wüste. Auch Geröllfelder an Hängen und Schluchten, die Gebüsche enthalten, kommen als Lebensraum in Betracht.

## Verbreitung und innere Systematik
Der Wüstendickichtsänger hat ein großes Verbreitungsgebiet, wobei sie in einigen Bereich recht selten, in anderen dagegen häufig vorkommt. Da keine bestimmten Gefährdungspotentiale bekannt sind, wird die Art trotz der offenbar leicht fallenden Gesamtpopulation von der IUCN als global ungefährdet (Least Concern) eingestuft.
Zurzeit werden acht Unterarten angegeben, die sich auf zwei klar voneinander getrennte Teile des Verbreitungsgebiets der Art aufteilen. Die einzelnen Verbreitungen der Unterarten werden im Folgenden aufgelistet.
Die folgenden sechs Unterarten, unter diesen die Nominatform, sind alle östlich des Nils zu finden:
- Scotocerca inquieta inquieta (Cretzschmar, 1830) – Ägypten, Israel und die nördliche arabische Halbinsel bis zum Persischen Golf.
- Scotocerca inquieta grisea Bates, 1936 – Westliches Saudi-Arabien, östlicher Jemen und Oman.
- Scotocerca inquieta buryi Ogilvie-Grant, 1902 – Südliches Saudi-Arabien und westlicher Jemen.
- Scotocerca inquieta striata (W. E. Brooks, 1872) – Süd-zentral Irak, südlicher Iran, Pakistan und südliches Afghanistan.
- Scotocerca inquieta montana Stepanyan, 1970 – Gebirge im nordöstlichen Iran, südlichen Turkmenistan, westlichen Tadschikistan und Nord-Afghanistan.
- Scotocerca inquieta platyura (Severtsov, 1873) – Die Ebenen des nördlichen Turkmenistan, südlichen Usbekistan und südwestlichen Tadschikistan.

Die folgenden zwei Unterarten sind östlich der Libyschen Wüste zu finden. Sie sind auch morphologisch und vom Gesang am deutlichsten von den anderen Unterarten zu unterscheiden und werden von einigen Autoren neuerdings auch als eigene Art mit dem Namen Saharaprinie (Scotocerca saharae Loche, 1858) geführt.
- Scotocerca inquieta theresae R. Meinertzhagen, 1939 – Südliches Marokko, Westsahara und die Adrar-Region in Mauretanien.
- Scotocerca inquieta saharae (Loche, 1858) – Östliches Marokko, Algerien, Tunesien und Libyen.

## Äußerer Systematik
Die Art wurde traditionell in die Familie der Halmsängerartigen (Cisticolidae) gestellt. Eine Reihe molekulargenetischer Untersuchungen, die seit dem Jahr 2006 innerhalb der Unterfamilie Sylvioidea durchgeführt wurde und die Verwandtschaftsverhältnisse in dieser Gruppe in großem Umfang neu darstellte, zeigte, dass es sich hierbei nur um eine oberflächlich morphologische Ähnlichkeit handelte. Die Untersuchungen ergeben stattdessen eine wahrscheinliche Verwandtschaftsbeziehung, wie sie im folgenden Kladogramm angegeben ist. Der Wüstendickichtsänger ist demnach das Schwestertaxon der Seidensängerverwandten (Cettiidae). Beide Gruppen gemeinsam sind nach heutigem Kenntnisstand die nächsten Verwandten der Schwanzmeisen.
|  | Schwanzmeisen (Aegithalidae)                                                                               |
|  | |
|  | \| \| Seidensängerverwandte (Cettiidae) \| \| \| \| \| \| Wüstendickichtsänger (Scotocercidae) \| \| \| \| |
|  | |
|  | Seidensängerverwandte (Cettiidae)                                                                          |
|  | |
|  | Wüstendickichtsänger (Scotocercidae)                                                                       |
|  | |

|  | Seidensängerverwandte (Cettiidae)    |
|  |                                      |
|  | Wüstendickichtsänger (Scotocercidae) |
|  |                                      |